# Luděk Štyks
Luděk Štyks (* 30. června 1961 v Litoměřicích) je český cyklista.
Stal se mistrem republiky v silničním závodě jednotlivců v letech 1984, 1986, 1988 a 1992. Roku 1987 se na mistrovství světa amatérů ve Villachu umístil na 6. místě.